# Vevey-Sports
 (février 2023).
Si vous disposez d'ouvrages ou d'articles de référence ou si vous connaissez des sites web de qualité traitant du thème abordé ici, merci de compléter l'article en donnant les références utiles à sa vérifiabilité et en les liant à la section « Notes et références ».
Maillots
Actualités
Le Vevey-Sports est un club de football de la ville de Vevey en Suisse fondé en 1898. Il évolue depuis 2024, en Promotion League, troisième niveau suisse.

## Historique
Après plus de 100 ans d'un passé "football" très riche, le 22 mars 2005, les membres du Vevey Sports, convoqués en urgence pour statuer sur le sort du club ont constaté la faillite du club avec l'obligation de le dissoudre. Des dettes se sont accumulées et les démissions successive de presque tous les membres élus du comité ont permis de définir un bilan comportant une dette de près de 420 000 CHF. Le club renaît alors sous le nom FC Vevey Sports 05. 
Lors de la saison 2009-10, le club termine 1er du Groupe 1 de 2e Ligue et est promu en 2e Ligue Inter puis rejoint enfin la 1ère ligue en juin 2016. 
Lors de l'assemblée générale extraordinaire de mai 2015, c'est à l'unanimité que les membres acceptent de renommer le club en FC Vevey Sports 1899. La gestion professionnelle du Club est actuellement sous la responsabilité du FC Vevey Sports 1899 SA. Depuis fin 2014, le président du club est William von Stockalper.
Lors de l’assemblée générale extraordinaire du 27 avril 2018, l’ensemble des membres votent pour le projet de fusion entre Azzurri Riviera et le FC Vevey Sports. Nouvellement renommé FC Vevey United (1898), le club de la Riviera se renforce en vue de jouer les premiers rôles dans le championnat de 1re Ligue.
En 2021, le club reprend le nom Vevey-Sports. Le nom est validé lors de la l’assemblée générale du 14 septembre 2021.

## Palmarès
- Ligue Nationale B (D2)
  - Champion : 1981
  - Vice-champion : 1974

- 1re Ligue (D4)
  - Champion : 1958, 1970
  - Vice-champion : 1948

- 2e Ligue interrégionale (D5)
  - Champion : 2016

- 2e Ligue (D6)
  - Champion : 2010

- Coupe Vaudoise
  - Vainqueur : 2013

## Entraîneurs
- 1968-1971 :  Miroslav Blažević
- 1971-1972 :  Peter Rösch
- 1972-oct. 1974 :  Antoine Cuissard
- 1974-1976 :  Georges Hanke
- 1978-1985 :  Paul Garbani
- 1985-1986 :  Gérard Castella
- 1986-1987 :  Guy Mathez
- 1987-1988 :  Alfons Edenhofer
- 2000-2001 :  Adrian Ursea
- 2002-2003 :  Didier Tholot
- 2013-2015 : / Hugo Raczynski
- 2015-avr. 2017 : / Hervé Bochud
- avr.-juin 2017 :  Julien Schürmann
- 2017-2019 :  Jean-Philippe Karlen
- 2019-2022 :  Christophe Caschili
- 2022-2023:  Amar Boumilat
- 2024-aujourd’hui:  Jean-Philippe Lebeau

## Joueurs
- Jean-Claude Schindelholz (1971-73)
- Claudio Sulser (1973-77)
- Christian Matthey (1981-82)
- Pierre-Albert Chapuisat (1984-86)
- Théophile Abega (1985-1987)
- Grégory Duruz (1997-98)
- Steve Beleck (2024)

## Saison par saison
| Saison    | Division.              | classement | Note                    |
| 1947-1948 | 1e Ligue (D3)          | 1er        | Vice-champion promotion |
| 1948-1949 | Ligue Nationale B (D2) | 13e        | Relégation              |
| 1957-1958 | 1e Ligue (D3)          | 1er        | Champion promotion      |
| 1958-1959 | Ligue Nationale B (D2) | 5e         |                         |
| 1959-1960 | Ligue Nationale B (D2) | 8e         |                         |
| 1960-1961 | Ligue Nationale B (D2) | 10e        |                         |
| 1961-1962 | Ligue Nationale B (D2) | 8e         |                         |
| 1962-1963 | Ligue Nationale B (D2) | 8e         |                         |
| 1963-1964 | Ligue Nationale B (D2) | 14e        | Relégation              |
| 1964-1965 | 1e Ligue (D3)          | 6er        |                         |
| 1965-1966 | 1e Ligue (D3)          | 9er        |                         |
| 1966-1967 | 1e Ligue (D3)          | 5er        |                         |
| 1967-1968 | 1e Ligue (D3)          | 5er        |                         |
| 1968-1969 | 1e Ligue (D3)          | 3er        |                         |
| 1969-1970 | 1e Ligue (D3)          | 1er        | Champion promotion      |
| 1970-1971 | Ligue Nationale B (D2) | 11e        |                         |
| 1971-1972 | Ligue Nationale B (D2) | 4e         |                         |
| 1972-1973 | Ligue Nationale B (D2) | 5e         |                         |
| 1973-1974 | Ligue Nationale B (D2) | 2e         | Vice-champion promotion |
| 1974-1975 | Ligue nationale A (D1) | 14e        | Relégation              |
| 1975-1976 | Ligue Nationale B (D2) | 5e         |                         |
| 1976-1977 | Ligue Nationale B (D2) | 10e        |                         |
| 1977-1978 | Ligue Nationale B (D2) | 5e         |                         |
| 1978-1979 | Ligue Nationale B (D2) | 8e         |                         |
| 1979-1980 | Ligue Nationale B (D2) | 4e         |                         |
| 1980-1981 | Ligue Nationale B (D2) | 1er        | Champion promotion      |
| 1981-1982 | Ligue nationale A (D1) | 11e        |                         |
| 1982-1983 | Ligue nationale A (D1) | 12e        |                         |
| 1983-1984 | Ligue nationale A (D1) | 13e        |                         |
| 1984-1985 | Ligue nationale A (D1) | 13e        |                         |

| Saison    | Division.              | classement | Note                      |
| 1985-1986 | Ligue nationale A (D1) | 14e        |                           |
| 1988-1989 | 1e Ligue (D3)          | 7e         |                           |
| 1989-1990 | 1e Ligue (D3)          | 9e         |                           |
| 1990-1991 | 1e Ligue (D3)          | 12e        | Relégation                |
| 1998-1999 | 1e Ligue (D3)          | 2e         |                           |
| 1999-2000 | 1e Ligue (D3)          | 5e         |                           |
| 2000-2001 | 1e Ligue (D3)          | 6e         |                           |
| 2001-2002 | 1e Ligue (D3)          | 11e        |                           |
| 2002-2003 | 1e Ligue (D3)          | 15e        |                           |
| 2003-2004 | 1e Ligue (D3)          | 14e        | Relégation                |
| 2004-2005 | 2e Ligue Inter (D4)    | 5e         | Relégation Dépôt de bilan |
| 2005-2006 | 2e Ligue (D5)          | 5e         |                           |
| 2009-2010 | 2e Ligue (D5)          | 1er        | Promotion                 |
| 2015-2016 | 2e Ligue inter (D5)    | 1er        | Promotion                 |
| 2016-2017 | 1e Ligue (D4)          | 10e        |                           |
| 2017-2018 | 1e Ligue (D4)          | 6e         |                           |
| 2018-2019 | 1e Ligue (D4)          | 8e         |                           |
| 2019-2020 | 1e Ligue (D4)          | 7e         |                           |
| 2020-2021 | 1e Ligue (D4)          | 6e         |                           |
| 2021-2022 | 1e Ligue (D4)          | En cours   |                           |